# Hódmezővásárhelyi tömeggyilkosság
A hódmezővásárhelyi tömeggyilkosság egyike a zűrzavaros 1919-es esztendőben elkövetett tömeggyilkosságoknak. A bármiféle józan logikát nélkülöző tömeges kivégzést egy román álhadnagy vitte véghez a Hódmezővásárhely keleti határában elterülő földeken, áldozatai jobbára szegény sorban élő egyszerű vásárhelyi férfiak voltak.

## Vásárhely román megszállása
Hódmezővásárhely 1919 tavaszán került a román hadsereg megszállása alá. A románok berendezkedtek a városban és úgy tervezték, hogy a békeszerződés után sem kell majd kivonulniuk, mivel Vásárhely Románia része lesz. A román parancsnoksággal július közepén vette fel a kapcsolatot a magyar nemzetiségű Berényi László, egy korábbi katona, addig a vásárhelyi tanyák között bujdosott. Nem tudni miként, de Berényi László néhány nap múlva már a román hadsereg egyenruháját viselte. Július 19-én a román csapatok között elterjedt a hír, hogy a Magyar Vörös Hadsereg a Tiszán átkelve nagy offenzívát indított Hódmezővásárhely felszabadítására, ezért a román katonaság kivonult a városból és Orosháza felé távoztak. A Vörös Hadsereg offenzívája azonban álhírnek bizonyult, a városba mindössze 21 magyar vöröskatona érkezett, ők is csak a románok kivonulásának hírére. A román hadsereg alakulatai július 21-én érkeztek vissza a városba, tisztjeik között pedig már ott volt Berényi László is. A román hadnagyként bevonuló Berényi kinevezte magát Hódmezővásárhely város rendőrparancsnokának. Berényi segítőket is szerzett: csatlakozott hozzá a szintén magyar nemzetiségű Nagy Géza fényképész is.
Berényi rendőrparancsnoki tisztségét leginkább fosztogatás céljára használta fel. A város házait ellenállók és kommunisták után kutatva járta, ám a politikai tisztogatás csupán a fosztogatás álcázására szolgált. A házkutatások során ékszereket, bútorokat, értékesebb tárgyakat foglaltak le. A vagyonosabb családokból Berényiék mondvacsinált ürügyekkel túszokat szedtek, akik csak azután szabadulhattak, hogy családjaik fizettek Berényinek. Berényi pusztán megérzései vagy ellenszenv alapján is letartóztatott embereket, akiket a katonai parancsnokság és a városháza pincéjébe záratott. A bebörtönzött emberek bántalmazásában Berényi maga is részt vett. A visszaemlékezések szerint néhány napos rémuralma alatt Berényi László még attól sem riadt vissza, hogy erőszakkal feleségül vegyen egy lányt.

## A tömeggyilkosság
Berényi László 1919. július 25-én egy géppuskás osztagot kért a város román főparancsnokától, Zerkovitz hadnagytól. Az osztaggal a városháza pincéjéhez vonultak és az ott őrzött foglyok egy részével, összesen 47 fővel a város keleti határa felé indultak. A menettel találkozó városbelieket Berényiék elfogták és beállították a sorba, így a tömeggyilkosság helyszínére 56 fogoly érkezett. A foglyokat – akik ellen nem csak ítélet nem született, de még eljárás sem zajlott – a Kutasi út mentén lévő Nagy-tanya közelében leterelték az útról. Az embereket előbb a Nagy-tanya pincéjébe zárták, majd onnan kisebb csoportokba rendezve kivezényelték a szántóföldre, ahol a golyószórós osztag agyonlőtte őket. A kivégzetteket egy hevenyészve kiásott tömegsírba dobták. A többiektől elkülönítve, a szomszédos Varga-tanya területén végezték ki Vékony Jánost, aki önmagát tolvajnak vallotta és azt kérte, hogy a többi becsületes embert ne alázzák meg azzal, hogy egy bűnözővel együtt kelljen meghalniuk. A vérengzés délután egy óráig tartott, ekkor a román osztag elhagyta a helyszínt és visszaindult a városba.

## Berényi büntetése
A tömeggyilkosság természetesen nem maradt titokban. A román városparancsnok elhatárolódott Berényitől és elítélte a gyilkosságot. Az álhadnagyot letartóztatták és a katonai parancsnokság pincéjébe zárták. A lakásán fellelt ékszereket és vagyontárgyakat leltárba vették, részben visszajuttatták tulajdonosainak. Berényi azzal indokolta a gyilkosságot, hogy a pár nappal korábbi román kivonulás alkalmával a magyar lakosság megtámadta a román alakulatokat, néhány tisztet pedig meg is öltek. Vásárhely román parancsnoksága megijedt egy városi lázadás veszélyétől, ezért Berényi álhadnagy nyilvános megalázással összekötött feláldozásáról döntöttek. Július 30-án román tisztek a börtönben alaposan összeverték Berényit, aki epilepsziás rohamot színlelve próbálta meg elkerülni a bántalmazást. Az összevert, vérző fejű Berényit ezután nagy nyilvánosság előtt a város főterén deresre húzták és 70 botütést mértek rá. Nagy Géza 25 botütést kapott. A két álkatonát ezután egy román osztag a Népkertbe kísérte, majd egy kivégzőosztag agyonlőtte őket. A gyilkosság áldozatait a város exhumáltatta, holttestüket a végtisztesség megadása végett a hozzátartozóknak kiadták.
A román alakulat vérengzésének áldozatai döntő részben munkaképes korú, családot eltartó férfiak voltak. A városra a hátramaradt árvák és önellátásra képtelen hozzátartozók segélyezése még hosszú ideig komoly terhet rótt. A tömeggyilkosság egykori helyszíne ma a 47-es számú főút külterületi szakasza mellett fekszik, a helyszínen az áldozatoknak emlékművet emeltek.